# Фил Рад
Филип Хју Норман Рад (енгл. Phillip Hugh Norman Rudd рођен Филип Хју Норман Вичке Рудзевесуис енгл. Phillip Hugh Norman Witschke Rudzevecuis, 19. мај 1954) је аустралијски бубњар са Новог Зеланда, најпознатији по свом чланству у аустралијском хард рок бенду AC/DC од 1975. до 1983. и поново од 1994. до 2015. Након одласка бас гитаристе Марк Еванса из AC/DC у 1977, Руд је постао једини члан бенда који је рођен у Аустралији. Заједно са осталим члановима AC/DC, 2003, био је примљен у Рокенрол кућу славних. Због актуелних правних проблема на Новом Зеланду, Руд није могао да се придружи бенду на 2015 Rock or Bust турнеји, а заменио га је Крис Слејд.